# 2006年亚洲运动会哈萨克斯坦代表团
2006年亚洲运动会哈萨克斯坦代表团是哈萨克斯坦所派出的2006年亚洲运动会代表团。哈萨克斯坦队在该届亚洲运动会共收获23枚金牌、20枚银牌和42枚铜牌，位列奖牌榜第4名。